# Olle Ludvigsson

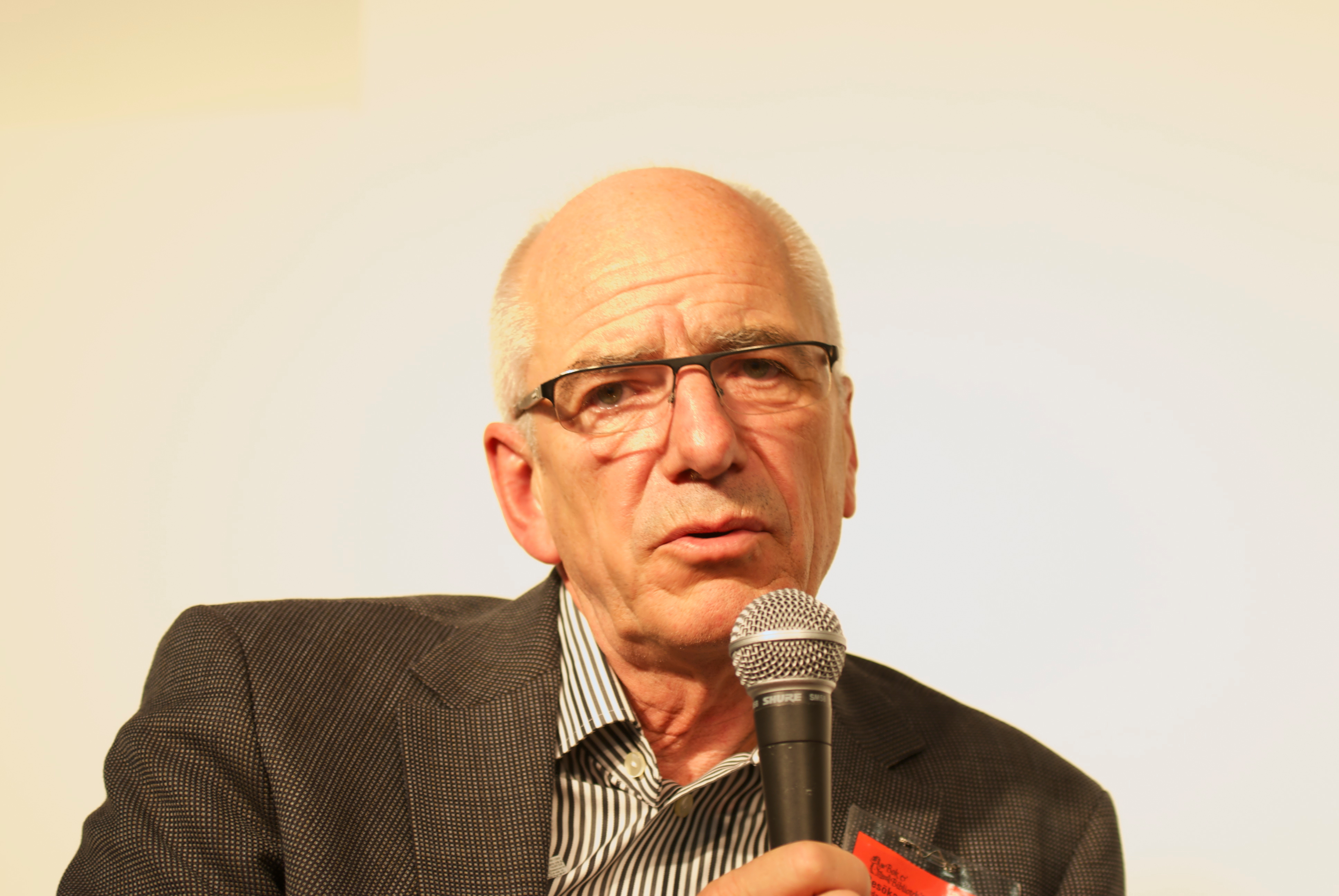
Olle Ludvigsson

Olle Göran Ludvigsson, född 28 oktober 1948 på Hälsö i Öckerö kommun, är en svensk fackföreningsledare och socialdemokrat. Inför valet till Europaparlamentsvalet 2009 var han placerad på plats nummer två på Socialdemokraternas valsedel och tog det andra mandatet för partiet med 53 182 personvalskryss, vilket motsvarade 6,88 procent av rösterna. Han omvaldes 2014.
Efter verkstadsmekanisk utbildning på Mölndals yrkesskola och en kortare anställning på Bergs Propellerfabrik började Olle Ludvigsson arbeta på Volvo 1968. Samtidigt vaknade ett fackligt och politiskt intresse. 1981 blev han invald i styrelsen för Volvo Verkstadsklubb, 1984 vice ordförande och 1991 ordförande. Sedan 1983 har Olle Ludvigsson som facklig företrädare varit ledamot i Volvos styrelse och är därmed i dag den i AB Volvos styrelse som varit med längst. Han har ingått i Volvos European Worker's Council sedan starten 1990. 
1992 tog Olle Ludvigsson plats i Metalls, sedermera IF Metalls, förbundsstyrelse och LO:s nationella representantskap.
År 2003 blev han ordförande för dåvarande Metall avdelning 41 i Göteborg, ett uppdrag han behållit också efter Metalls och Industrifackets samgående i IF Metall avdelning 36. Samma år blev han också vald till ordförande för LO Göteborg och tog plats i Göteborgs socialdemokratiska partidistrikts styrelse.
År 2004 tilldelades han Västsvenska Industri och Handelskammarens utmärkelse för goda insatser för det västsvenska näringslivet.
I Europaparlamentet (2009-2019) är Olle Ludvigsson ledamot i utskottet för ekonomi och valutafrågor och ersättare i utskottet för industrifrågor, forskning och energi.